# تاریخ‌گذاری نسبی
تاریخ‌گذاری نسبی دانش تعیین ترتیب نسبی رویدادهای گذشته می‌باشد بدون آگاهی یافتن از زمان دقیق و مطلق آنها و از این نظر با روش تاریخ‌گذاری مطلق در تضاد می‌باشد. پس از اختراع روش‌های تاریخ‌گذاری رادیومتریک و امکان بالای این روش در تشخیص زمان مطلق، استفاده از تاریخ‌گذاری نسبی به مرور کم گشته و امروزه اغلب و به شکلی محدود در دانش‌هایی چون باستان‌شناسی، دیرینه‌شناسی و زیست‌چینه‌شناسی کاربرد دارد. در روش تاریخ‌گذاری نسبی از قانون برهم‌چینی و مقیاس زمانی زمین‌شناسی به عنوان عناصر اصلی استفاده می‌گردد.